# Strekov
Strekov és un poble i municipi d'Eslovàquia que es troba a la regió de Nitra, al sud-oest del país. El 2021 tenia 1.926 habitants.

## Demografia
| Godina             | 1994 | 2004   | 2014    | 2024   |
| ------------------ | ---- | ------ | ------- | ------ |
| Nombre de persones | 2327 | 2216   | 1989    | 1872   |
| Diferència         |      | −4,77% | −10,24% | −5,88% |

| Godina             | 2023 | 2024   |
| ------------------ | ---- | ------ |
| Nombre de persones | 1891 | 1872   |
| Diferència         |      | −1,00% |

## Història
La primera menció escrita de la vila es remunta al 1156.

## Viles agermanades[4]
- Ohrady, Eslovàquia
- Mostová, Eslovàquia
- Tiszakürt, Hongria
- Erdőkürt, Hongria
- Hejőkürt, Hongria
- Gyermely, Hongria